# Siphonolaimus cobbi
Siphonolaimus cobbi är en rundmaskart som beskrevs av Reimann 1966. Siphonolaimus cobbi ingår i släktet Siphonolaimus och familjen Siphonolaimidae. Inga underarter finns listade i Catalogue of Life.